# Desinvestition
Die Desinvestition (auch Devestition; englisch divestment oder englisch disinvestment) bezeichnet in der Betriebswirtschaftslehre in einem Unternehmen die Kapitalfreisetzung durch die Veräußerung von Vermögensgegenständen, also die Umwandlung von Sach- oder Finanzwerten in liquide Mittel. Eine Desinvestition kann auch durch ein Spin-off (Abspaltung) erfolgen (in diesem Fall erhalten die Gesellschafter einen Anteil an einem neuen Unternehmen). Gegensatz der Desinvestition ist die Investition.
Das Wort „Desinvestition“ nimmt unmittelbar Bezug auf den Begriff „Investition“ und bedeutet aus dieser Sicht „Beendigung oder Aufhebung einer Investition“. Diese Art der Kapitalbeschaffung stellt eine Form der Innenfinanzierung dar: Es handelt sich um die Wiederbeschaffung von früher investierten Mitteln, die somit erneut für Investitionen oder Begleichung von Verbindlichkeiten beziehungsweise Verbesserung der Liquidität, zur Verfügung stehen. Durch die Desinvestition wird die bisherige Kapitalbindung aufgehoben, bilanziell liegt ein Aktivtausch vor.
Der englische Begriff Divestment wird auch häufig als Schlagwort für verschiedene Kampagnen zum Entzug von Kapital aus Unternehmen oder Staaten verwendet, die ihren Gewinn mit kritisierten Zwecken erzielen. Im Zusammenhang mit dem Abzug von ausländischen Direktinvestitionen aus sanktionierten Staaten spricht man auch von englisch divestiture. Divestment ist Teil des ethischen Investments.

## Mögliche Gründe einer Desinvestition
- Im Rahmen des Private Equity gibt es folgende Arten der Desinvestition (englisch exit):[3]
  - Börsengang (englisch Going public),
  - Unternehmensverkauf des ganzen Unternehmens (englisch trade sale),
  - Verkauf an eine andere Private-Equity-Gesellschaft (englisch secondary purchase) oder
  - Verkauf an Altaktionäre (englisch buy back).
- Verkauf von Unternehmensteilen, die nicht Teil des Kerngeschäftes sind.
- Verkauf von Unternehmensteilen oder Geldanlagen zur Geldbeschaffung (Innenfinanzierung).
- Verkauf von Unternehmensteile, um einen höheren Erlös zu erzielen als dies zum Beispiel im Rahmen einer Gesamtliquidation oder eines Gesamtverkaufes möglich wäre.
- Verkauf riskanter Unternehmensteile oder Geldanlagen.
- Verkauf unrentabler Unternehmensteile oder Geldanlagen.
- Durch Aufsichtsbehörden erzwungene Veräußerung einzelner Unternehmensteile, etwa aus kartellrechtlichen Gründen oder wegen staatlicher Sanktionen gegen ein Land.[4]
- Verkauf beziehungsweise Abzug von Unternehmensbeteiligungen oder Vermögensanlagen auf Druck von Anteilseignern oder Anderen, zum Beispiel zivilgesellschaftlichen beziehungsweise Nichtregierungsorganisationen (NGO).
- Zur Einhaltung des Klimaabkommens von Paris (Zwei-Grad-Ziel) dürfen große Mengen Fossiler Brennstoffe nicht verbrannt werden (Stichwort „Unburnable Carbon“). In diesem Zusammenhang ist davon auszugehen, dass es zwangsläufig zu Desinvestitionen kommen muss (Stichwort Kohlenstoffblase).[5]

Jede Veräußerung führt zur Monetarisierung von kapitalbindendem Sachanlage- oder Finanzvermögen, es sei denn, es erfolgt beispielsweise ein Aktientausch.

## Kampagnen
Desinvestition kann aus ethischen und politischen Gründen erfolgen oder gefordert werden, man spricht dann häufig von Divestment. Es zielt auf Unternehmen oder Staaten, deren Verhalten oder Produkte als unethisch angesehen werden. Finanzanlagen, die in solchen Unternehmen oder Staaten investiert sind, sollen abgezogen werden, Neuinvestition in diese Unternehmen beziehungsweise Staaten soll unterbleiben. Beim Divestment handelt sich um eine Form des ethischen Investments, und zwar im Wesentlichen anhand von Ausschlusskriterien. Divestment ähnelt einem Wirtschafts- oder Konsumentenboykott, beim Divestment ist es die Finanzierung eines Wirtschaftssubjekts, die boykottiert werden soll.
Divestment-Kampagnen sind Kampagnen, die vor allem institutionelle Anleger, aber auch Privatpersonen zum Divestment auffordern. Die Wirkung der Kampagnen auf die Kosten der Kapitalbeschaffung bei einer Fremdfinanzierung, das heißt Kreditzinsen beziehungsweise Ausgabekurse neu emittierter Aktien, und die Marktbewertung der ins Auge gefassten Unternehmen sind oft nicht oder kaum nachweisbar. Stattdessen beruht eine Wirkung von Desinvestitionskampagnen, indem sie am Reputationsrisiko wirtschaftlicher Akteure ansetzen, eher auf Stigmatisierung und als Mittel einer gesellschaftlichen Willensbildung.
Die Desinvestition wurde zum ersten Mal in den 1980er Jahren als Teil politischer Kampagnen (englisch divestment campaigns) angewendet, insbesondere in den Vereinigten Staaten von Amerika. So wurde damals ein Wirtschaftsboykott gegen das südafrikanische Apartheidsregime organisiert, indem öffentliche Investoren wie Gemeinden, Kirchen oder Hochschulen dazu aufgefordert wurden, sämtliche Gelder aus südafrikanischen Anlagen abzuziehen.
Seitdem gab es diverse weitere Desinvestitions-Kampagnen gegen Staaten und Unternehmen, zum Beispiel
- Unternehmen, die von der Besetzung palästinensischer Gebiete durch den Staat Israel profitierten;[9] (vergleiche Boycott, Divestment and Sanctions).
- In den 1990er Jahren die Militärherrschaft in Myanmar.[10]
- Ab 2006 den Sudan wegen des Darfur-Konfliktes (einige US-Bundesstaaten erließen Gesetze, die ansässige Pensionsfonds zum Divestment zwangen).[11]
- Tabakindustrie.
- Rüstungsindustrie.[12]
- Seit etwa 2010 Unternehmen, deren Umsatz hauptsächlich im Zusammenhang mit fossilen Energien steht (vergleiche Divestment (fossile Energien)).

## Abgrenzung
Nach den bisherigen Aussagen betrifft die Desinvestition ausschließlich das Sachanlage- oder Finanzanlagevermögen. Häufig wird aber auch von Desinvestition gesprochen, wenn das Umlaufvermögen vermindert wird insbesondere durch Abbau von Debitoren (etwa durch Factoring) oder Lagerbeständen (etwa durch Abverkauf). Wird eine Fehlinvestition oder eine Investitionsruine rückgängig gemacht, liegt zweifellos eine Desinvestition vor. Schwieriger zu beurteilen ist die Finanztransaktion des Sale-Lease-Back, bei dem zwar Anlagevermögen veräußert wird, aber durch Leasing weiter genutzt werden darf. Da diese Transaktion eine Bilanzstrukturfinanzierung darstellt und Liquidität vereinnahmt wird, kann es im Rahmen der Unternehmensfinanzierung als Desinvestition eingeordnet werden.